# Deinopa transcissaria
Deinopa transcissaria är en fjärilsart som beskrevs av Walker 1866. Deinopa transcissaria ingår i släktet Deinopa och familjen nattflyn. Inga underarter finns listade i Catalogue of Life.